# Ban-Lon
Ban-Lon (parfois orthographié BanLon ou Banlon) est un fil synthétique multibrins à filaments continus de marque déposée, utilisé dans l'industrie de l'habillement de détail.
Il a été créé en 1954 par Joseph Bancroft & Sons Company (Bancroft Mills), en appliquant un procédé de sertissage du fil au nylon afin d'obtenir un volume plus important que les fils ordinaires.
Ban-Lon est devenu populaire pour les vêtements d'extérieur, les maillots de bain, les pulls over et les bas. Il est souvent associé aux vêtements et à la culture américaine des années 1950 et 1960.